# La Part commune
Les éditions La Part commune sont une maison d'édition créée en 1998 à Rennes par Yves Landrein, rachetée en 2025 par Laura Salomon.

## Historique
La Part commune est fondée par Yves Landrein en 1998, un autodidacte, lui-même auteur de cinq ouvrages. Précédemment, il avait géré une première maison d'éditions, Ubacs.
À sa mort en 2012, sa compagne et collaboratrice Mireille Lacour reprend le flambeau, assistée par quelques auteurs maisons parmi lesquels Jean-Louis Coatrieux, Thierry Gillybœuf, Jean Pierre Nedelec, Pierre Tanguy, Jacqueline Veillard, Véronique Lacour.
Vingt ans après sa création, la maison d'éditions propose 360 titres dans son catalogue, parmi lesquels des rééditions de classiques oubliés et des inédits de nombreux auteurs bretons. 80% des auteurs sont d'orgine de Bretagne.
En 2023, la maison d'éditions est rachetée par un financier luxembourgeois, Nicolas Sansonnet qui annonce des changements avec le lancement de nouvelles collections.

## Quelques auteurs publiés
- Claude Ansgari
- Marie-Louise Audiberti
- Gaston Bachelard
- Marc Baron
- Béroul
- Bernard Berrou
- Philippe Blanchon
- Léon Bloy
- Marie Botturi
- Michel Butor
- Jean-Louis Coatrieux
- Olivier Cousin
- Maxime Du Camp
- Christian Estèbe
- Estelle Fenzy
- Paul Gadenne
- Aurore Gailliez
- Jean Gay
- Khalil Gibran
- Roger Gicquel
- Remy de Gourmont
- Jean Grenier
- Jean Guéhenno
- Guillevic
- Louis Guilloux
- Seamus Heaney
- Georges Izambard
- Max Jacob
- Joseph Joubert
- Pierre Jourde
- Daniel Kay
- Rudyard Kipling
- Nicole Laurent-Catrice
- Emmanuelle Le Cam
- Marie Le Drian
- Gérard Le Gouic
- Marc Le Gros
- Thierry Le Pennec
- Jack London
- Charles Madézo
- Guy de Maupassant
- Georges Perros
- Serge Pey
- Charles-Louis Philippe
- Marie-Hélène Prouteau
- Hugues Rebell
- Jehan Rictus
- Rainer Maria Rilke
- Armand Robin
- Jonathan Swift
- Armen Tarpinian
- Henri Thomas
- Henry David Thoreau
- Emmanuel Tugny
- Octave Uzanne
- Angèle Vannier
- Joël Vernet
- William Butler Yeats